# Загибовка
Загибовка — деревня в Большесосновском районе Пермского края. Входит в состав Полозовского сельского поселения.

## Географическое положение
Деревня расположена на реке Загибовка, примерно в 2,5 км от границы с Удмуртией, к северо-западу от административного центра поселения, села Полозово.

## Население
| 2010 |
| ---- |
| 4    |

## Топографические карты
- Лист карты O-40-85 Петропавловск. Масштаб: 1 : 100 000. Состояние местности на 1983 год. Издание 1984 г.